# Diaspidiotus roseni
Diaspidiotus roseni är en insektsart som beskrevs av Danzig 2000. Diaspidiotus roseni ingår i släktet Diaspidiotus och familjen pansarsköldlöss.
Artens utbredningsområde är Israel. Inga underarter finns listade i Catalogue of Life.